# Volta a Cataluña 1939
La Volta a Cataluña 1939 fue la 19.ª edición de la Volta a Cataluña. Se disputó en 7 etapas del 17 al 24 de septiembre de 1939 con un total de 891 km. El vencedor final fue el español Mariano Cañardo.
Esta edición se disputó a los pocos meses después de la finalización de la Guerra Civil Española, en un país devastado y unas carreteras en un estado pésimo. Esta fue la séptima y última victoria de Cañardo en la Volta a Cataluña, un récord aún vigente y que difícilmente podrá ser igualado. 

## Etapas
| Etapa | Fecha            | Ciudades de etapa                    | km    | Vencedor de la etapa | Líder de la general |
| ----- | ---------------- | ------------------------------------ | ----- | -------------------- | ------------------- |
| 1.ª   | 17 de septiembre | Barcelona - Valls                    | 114,0 | Mariano Cañardo      | Mariano Cañardo     |
| 2.ª   | 18 de septiembre | Valls - Igualada                     | 135,0 | Mariano Cañardo      | Mariano Cañardo     |
| 3.ª   | 19 de septiembre | Igualada - Gerona                    | 170,0 | Mariano Cañardo      | Mariano Cañardo     |
| 4.ª   | 20 de septiembre | Gerona - Sant Feliu de Guíxols (CRI) | 59,0  | Diego Cháfer         | Bartolomé Flaquer   |
| 5.ª   | 22 de septiembre | Sant Feliu de Guíxols - Tarrasa      | 146,0 | Antonio Escuriet     | Bartolomé Flaquer   |
| 6.ª   | 23 de septiembre | Tarrasa - Manresa                    | 140,0 | Fermín Trueba        | Mariano Cañardo     |
| 7.ª   | 24 de septiembre | Manresa - Barcelona                  | 127,0 | Mariano Cañardo      | Mariano Cañardo     |

### 1.ª etapa[1]
17-09-1939: Barcelona - Valls. 132,0 km
|   | Ciclista           | Tiempo     |
| - | ------------------ | ---------- |
| 1 | Mariano Cañardo    | 3h 33' 52" |
| 2 | Federico Ezquerra  | m. t.      |
| 3 | Tomás García Ribas | m. t.      |

|   | Ciclista           | Tiempo     |
| - | ------------------ | ---------- |
| 1 | Mariano Cañardo    | 3h 33' 52" |
| 2 | Federico Ezquerra  | m. t.      |
| 3 | Tomás García Ribas | m. t.      |

### 2.ª etapa
18-09-1939: Valls - Igualada. 135,0 km
|   | Ciclista          | Tiempo     |
| - | ----------------- | ---------- |
| 1 | Mariano Cañardo   | 3h 53' 27" |
| 2 | Federico Ezquerra | m. t.      |
| 3 | Fermín Trueba     | m. t.      |

|   | Ciclista           | Tiempo     |
| - | ------------------ | ---------- |
| 1 | Mariano Cañardo    | 7h 27' 19" |
| 2 | Federico Ezquerra  | m. t.      |
| 3 | Tomás García Ribas | m. t.      |

### 3.ª etapa[2]
19-09-1939: Igualada - Gerona. 170,0 km
|   | Corredor          | Tiempo     |
| - | ----------------- | ---------- |
| 1 | Mariano Cañardo   | 5h 34' 41" |
| 2 | Bartolomé Flaquer | m. t.      |
| 3 | Fermín Trueba     | + 07' 48"  |

|   | Ciclista          | Tiempo      |
| - | ----------------- | ----------- |
| 1 | Mariano Cañardo   | 13h 02' 00" |
| 2 | Bartolomé Flaquer | m. t.       |
| 3 | José Botanch      | + 07' 48"   |

### 4.ª etapa[3]
20-09-1939: Girona - Sant Feliu de Guíxols. 59,0 km (CRI)
|   | Ciclista        | Tiempo     |
| - | --------------- | ---------- |
| 1 | Diego Cháfer    | 1h 29' 24" |
| 2 | Fermín Trueba   | + 16"      |
| 3 | Delio Rodríguez | + 41"      |

|   | Ciclista          | Tiempo      |
| - | ----------------- | ----------- |
| 1 | Bartolomé Flaquer | 14h 32' 09" |
| 2 | Mariano Cañardo   | + 28"       |
| 3 | Diego Cháfer      | + 07' 03"   |

### 5.ª etapa[4]
22-09-1939: Sant Feliu de Guíxols - Tarrasa. 151,0 km
|   | Ciclista         | Tiempo     |
| - | ---------------- | ---------- |
| 1 | Antonio Escuriet | 4h 19' 15" |
| 2 | Mariano Cañardo  | + 46"      |
| 3 | Fermín Trueba    | m. t.      |

|   | Ciclista          | Tiempo      |
| - | ----------------- | ----------- |
| 1 | Bartolomé Flaquer | 18h 52' 10" |
| 2 | Mariano Cañardo   | + 28"       |
| 3 | Diego Cháfer      | + 07' 03"   |

### 6.ª etapa[5]
23-09-1939: Tarrasa - Manresa. 174,0 km
|   | Corredor        | Tiempo     |
| - | --------------- | ---------- |
| 1 | Fermín Trueba   | 4h 22' 53" |
| 2 | Diego Cháfer    | m. t.      |
| 3 | Mariano Cañardo | m. t.      |

|   | Ciclista        | Tiempo      |
| - | --------------- | ----------- |
| 1 | Mariano Cañardo | 23h 15' 31" |
| 2 | Diego Cháfer    | + 06' 35"   |
| 3 | Fermín Trueba   | + 07' 06"   |

### 7.ª etapa[6]
25-09-1939: Manresa - Barcelona. 127,0 km
|   | Corredor         | Tiempo     |
| - | ---------------- | ---------- |
| 1 | Mariano Cañardo  | 3h 45' 57" |
| 2 | Antonio Escuriet | + 04"      |
| 3 | Diego Cháfer     | m. t.      |

|   | Ciclista        | Tiempo      |
| - | --------------- | ----------- |
| 1 | Mariano Cañardo | 27h 01' 28" |
| 2 | Diego Cháfer    | + 06' 36"   |
| 3 | Fermín Trueba   | + 15' 51"   |

## Clasificación General
|    | Ciclista               | Equipo | Tiempo       |
| -- | ---------------------- | ------ | ------------ |
|    | Mariano Cañardo        |        | 27h 01' 28"  |
| 2  | Diego Cháfer           |        | + 6' 39"     |
| 3  | Fermín Trueba          |        | + 15' 51"    |
| 4  | José Botanch           |        | + 23' 36"    |
| 5  | Antonio Escuriet       |        | + 23' 43"    |
| 6  | Delio Rodríguez Barros |        | + 25' 19"    |
| 7  | Antonio Andrés Sancho  |        | + 36' 15"    |
| 8  | Joaquín Olmos          |        | + 40' 30"    |
| 9  | José Casamada          |        | + 51' 30"    |
| 10 | Carlos Ferré           |        | + 1h 07' 48" |

## Clasificaciones secundarias
| \| \| Ciclista \| Puntos \| \| - \| --------------------- \| ------ \| \| 1 \| Federico Ezquerra[8] \| 29 \| \| 2 \| Andrés Martorell Coll \| 23 \| \| 3 \| José Botanch \| 22 \| |                       |        |
| | Ciclista              | Puntos |
| 1 | Federico Ezquerra     | 29     |
| 2 | Andrés Martorell Coll | 23     |
| 3 | José Botanch          | 22     |